# Christopher Newport
Christopher Newport (Limehouse, Londres, diciembre de 1561 – Bantén, Sultanato de Bantén (actual Indonesia), agosto de 1617) fue un marino y corsario inglés.
Tras sus incursiones de saqueo como corsario contra portugueses y españoles participó en el establecimiento de la colonia de Virginia inglesa. Fue capitán de los tres barcos de la Compañía de Virginia que permitieron la fundación de Jamestown (actual Virginia, EE. UU.) primer establecimiento permanente inglés en América (1607).
Además, en 1609 capitaneó la expedición de la Compañía de Virginia que estableció la colonia de Bermudas.
Newport, un suburbio de Cincinnati, y la Universidad Christopher Newport (Christopher Newport University) de Newport News (Virginia), Virginia, fueron nombrados en su honor.

## Primeros años
Posiblemente hijo de un cierto Abbot Newport, Christopher se hizo a la mar en una edad joven. Durante casi veinte años, trabajó como corsario atacando embarcaciones y poblaciones españolas durante la Guerra anglo-española de 1585-1604. Con los años llegó a mandar una serie de barcos corsarios, como el Little John, el Margaret y el Golden Dragon. En 1590, mientras capturaba un buque de guerra, Newport perdió un brazo, pero a pesar de esto durante casi veinte años, Newport siguió saqueando los envíos españoles. En agosto de 1592, participó con su barco en la flota de seis naves inglesas que capturó frente a las islas Azores a la nave portuguesa Madre de Deus, siendo el mayor botín por saqueo inglés del siglo. Su barco regresó a puerto en Inglaterra llevando quinientas toneladas de especias, sedas, piedras preciosas y otros tesoros. En 1606, durante la batalla de Puerto Caballos (actual Puerto Cortés, Honduras) Newport asoló la población en beneficion de los inversores londinenses que respaldaban sus incursiones de saqueo.
En 1605, después de otra misión al Caribe, regresó a Inglaterra con dos crías de cocodrilos y un jabalí como regalos para el rey James I de Inglaterra, que tenía una fascinación por los animales exóticos.

## Expedición a la futura Colonia de Virginia

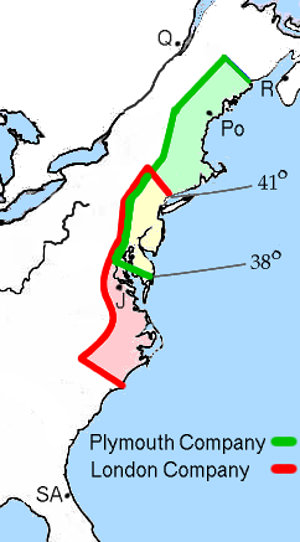
Las áreas de la Compañía de Virginia, fundada y organizada por Bartholomew Gosnold de Grundisburgh, en Suffolk, Inglaterra, y garantizada por una carta en exclusiva de James I a las Compañías de Londres y Plymouth; el mapa también muestra el área superpuesta (en amarillo) otorgada a las dos compañías.

La Compañía de Virginia de Londres (Virginia Company of London), mediante una carta garantizada por el rey James I el 10 de abril de 1606, se convirtió en una compañía privilegiada. Según los términos de la Carta, a la Compañía se le permitía establecer una colonia de 100 km de lado entre los paralelos 34° y 41° (aproximadamente entre el cabo Fear y Long Island Sound), que será conocida como la Colonia de Virginia, y también a gobernar una gran porción del océano Atlántico y del interior de Canadá. La Compañía decidió contratar a Newport por su experiencia y reputación, para comandar el viaje de colonización, integrado por más de un centenar de colonos que zarparon el 20 de diciembre de ese mismo año en tres barcos pequeños, el Susan Constant, el Godspeed y el Discovery.

### Exploración: la búsqueda de un sitio
Tan pronto como avistaron tierra, se abrieron las órdenes selladas de la Compañía de Virginia que nombraban al capitán John Smith como miembro del Consejo de Gobierno de la Colonia (Council of the Colony). En el viaje, Smith había sido puesto bajo arresto a bordo, acusado de estar «ocultando un motín» ("concealing a mutiny" ) por el aristócrata Wingfield. Smith había sido condenado a ser enviado de vuelta a Gran Bretaña con Newport para responder a esta acusación.
A su llegada, el grupo procedió en sus barcos en la bahía de Chesapeake hasta lo que ahora se llama Old Point Comfort en la City of Hampton. En los días siguientes, los barcos se aventuraron hacia el interior remontando aguas arriba el río James buscando un lugar adecuado para establecer un asentamiento tal y como establecían sus órdenes. El río James, y el asentamiento inicial que buscaron establecer, Jamestown (originalmente llamado "James Cittie") fueron nombrados en honor del rey James I.
Smith probó ser digno cuando acompañó al capitán Newport a explorar el Powhatan Flu (río) hasta Richmond (el Powhatan Flu pronto fue llamado río James), de modo que unas semanas después de llegar a Jamestown se le permitió asumir su puesto en el Consejo.

### Selección del emplazamiento de Jamestown

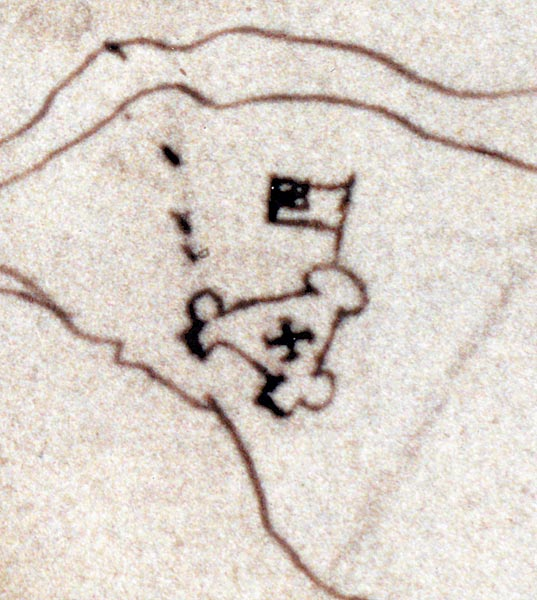
Boceto de Jamestown, ca. 1608

Al llegar el 14 de mayo de 1607, el capitán Edward Maria Wingfield, presidente del Consejo, eligió la entonces península de Jamestown (hoy isla) para fundar su asentamiento en gran parte debido a que la compañía de Virginia había aconsejado a los colonos seleccionar un lugar que pudiera ser fácilmente defendido de las naves oceánicas de otros estados europeos que también estaban estableciendo colonias en el Nuevo Mundo y que periódicamente estaban en guerra con Inglaterra, en particular la Provincias Unidas de los Países Bajos, Francia y sobre todo España. La península tenía una excelente visibilidad aguas arriba y abajo de lo que hoy se llama el río James y estaba lo suficientemente lejos hacia el interior para evitar las naves enemigas. Las aguas próximas a tierra eran lo suficientemente profundas para permitir a los colonos anclar sus barcos y aún tenían una salida fácil y rápida en caso de necesidad. Un beneficio adicional del sitio era que la tierra no estaba ocupada por nativos americanos, que en su mayoría en la zona estaban afiliados a la Confederación Powhatan. El jefe Powhatan era el jefe de los indios locales.

### Condiciones desafiantes
Pronto se hizo evidente el por qué los nativos americanos no habían ocupado el lugar y las inhóspitas condiciones desafiaron seriamente a los colonos. La isla de Jamestown es una zona pantanosa y que además, estaba aislada para la potencial caza mayor, como ciervos y osos, que gustan de alimentarse en áreas mucho más grandes. Los pobladores ápidamente cazaron y acabaron con toda la caza grande y pequeña que se encontraba en la pequeña península. La zona pantanosa estaba infestada de mosquitos y otras plagas en el aire y el agua salobre del agua de la marea del río de James no era una buena fuente de agua potable.
Los colonos que llegaron en las tres naves iniciales no estaban bien equipados para la vida que encontraron en Jamestown. Eran principalmente granjeros ingleses y dos o tres leñadores alemanes y polacos contratados en la Prusia Real. Muchos sufrieron envenenamientos por el agua salada que les provocó infecciones, fiebres y disentería y como resultado, la mayoría de los primeros colonos murieron de enfermedades y hambre.
A pesar de que la zona próxima a Jamestown estaba deshabitada, los colonos fueron atacados menos de dos semanas después de su llegada del 14 de mayo, por indios paspahegh que lograron matar a uno de los colonos e hirieron a once más. El 15 de junio, los colonos ya habían terminado de construir el triángulo inicial del fuerte James.

## Primer y segundo suministro a Jamestown
En junio de 1607, una semana después de que se completase la fortificación inicial en Jamestown, Newport navegó de vuelta a Londres con el Susan Constant con una carga de pirita (el "oro de los tontos") y otros minerales supuestamente preciosos, dejando atrás 104 colonos, y el pequeño Discovery para el uso de los colonos. El Constant Susan, que había sido alquilado, habitualmente era utilizado como transporte de mercancías y no regresó a Virginia de nuevo.
Sin embargo, Newport volvió dos veces desde Inglaterra con suministros adicionales en los siguientes 18 meses, liderando lo que se denominan misiones del Primer (First Supply) y Segundo Suministro. A pesar de que las intenciones originales eran cultivar alimentos y comerciar con los nativos, los apenas supervivientes colonos se convirtieron en dependientes de las misiones de suministro. Antes de la llegada del Primer Suministro, más de la mitad de los colonos perecieron en el invierno de 1607-1608.
La misión urgente del Primer Suministro llegó a Jamestown el 8 de enero de 1608 con dos naves bajo el mando de Newport, el John and Francis y el Phoenix. Sin embargo, a pesar de la reposición de los suministros, las dos naves también llevaban a otros 120 hombres, así que con los supervivientes del grupo inicial, había entonces 158 colonos, según hizo constar más tarde John Smith. De acuerdo con ello, Newport partió de nuevo para Inglaterra casi inmediatamente, para hacer un viaje adicional y volver con nuevos suministros.
Newport llevó al jefe de la tribu powhatan, Namontack, con él de vuelta a Londres el 10 de abril de 1608. Namontack permaneció allí durante tres meses y regresó a Virginia de nuevo con Newport.
El Segundo Suministro llegó en septiembre de 1608, esta vez con Newport al mando del Mary Margaret, un barco de unas 150 toneladas. Además de artículos de primera necesidad, este aprovisionamiento llegaba con otras 70 personas más, entre ellas las dos primeras mujeres de Inglaterra, una dama (gentlewoman) y una sirvienta.
Cuando Newport dejó una vez más la colonia para hacer otro viaje más de aprovisionamiento, se le unió John Smith, que había sido herido gravemente a principios de ese verano en una explosión de pólvora. La partida de Smith significaba que la colonia perdía a su líder de más éxito (aunque controvertido). Smith había sido un invitado del jefe Wahunsenacawh en el poblado de Werowocomoco (aunque después de llegar como prisionero). Gracias a esa relación, Smith había sido la clave para las negociaciones a veces exitosas con los nativos powhatan para obtener alimentos y productos básicos para ayudar a mantener a los colonos. Ahora, con la partida de Newport, Smith y el Mary Margaret, los colonos perdían a su principal líder y negociador con los nativos cuando Virginia se enfrentaba a un duro invierno tras un período de sequía.
La necesidad de otro, lo ideal sería mucho más grande, la misión de suministro fue transmitida a los líderes de la compañía de Virginia efectivamente cuando Newport regresó a Inglaterra. Se obtuvieron fondos adicionales y se recogieron y prepararon nuevos aprovisionamientos. Sin embargo, el Tercer Suministro, así como el nuevo buque insignia de la compañía que se había construido, el Sea Venture [Empresa del mar], iban a convertirse en grandes problemas para Jamestown.

## Tercer Suministro: el malogradoSea Venture

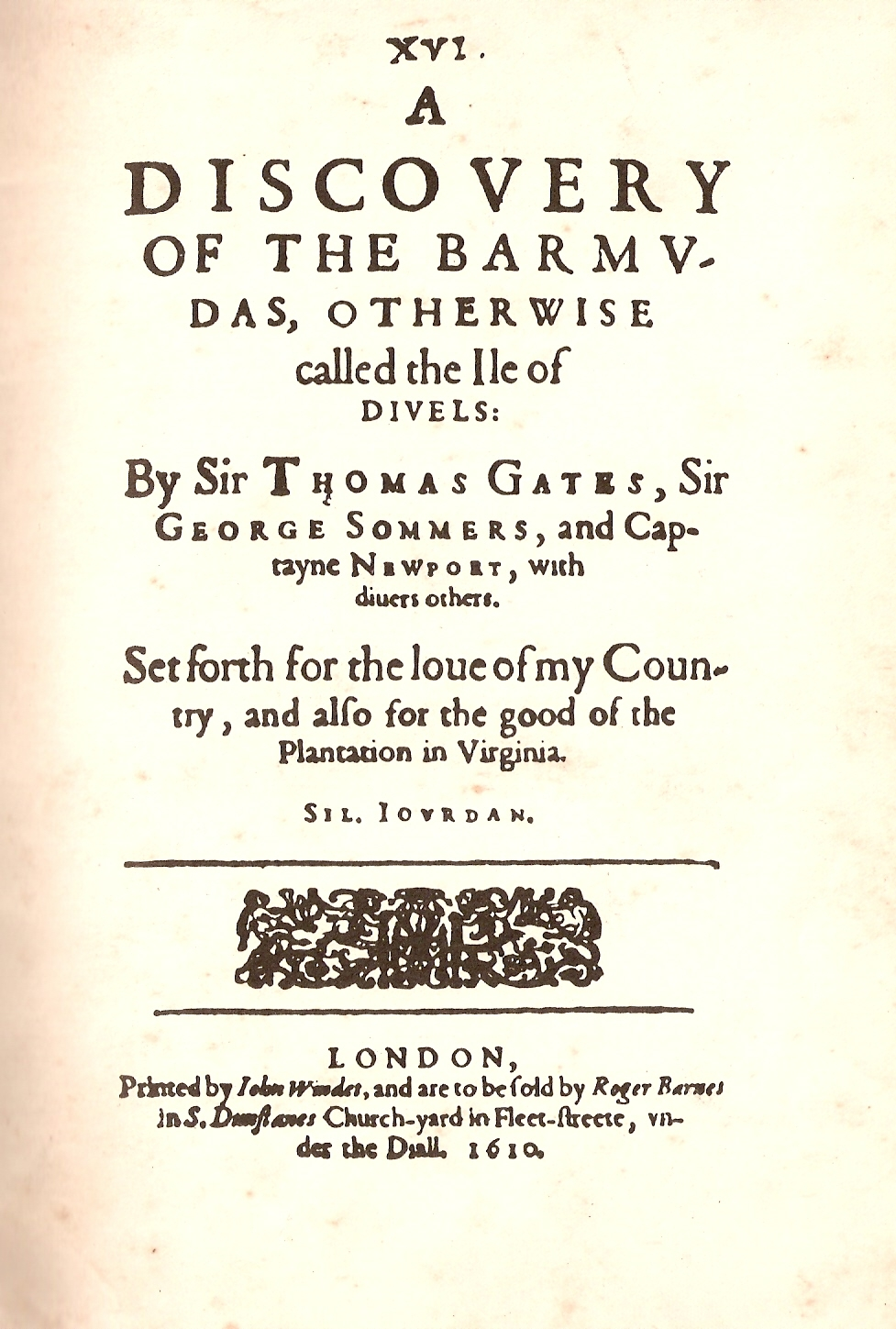
"A Discovery of the Barmudas", obra de Sylvester Jordain.

Newport partió el 2 de junio de 1609 en un tercer viaje hacia América, como capitán del Sea Venture y Vice Admiral de la misión del Tercer Suministro (Third Supply). Sin embargo, los siete barcos y las dos pinazas que componían la flota se encontraron con una larga tormenta de tres días y fueron separados. El buque insignia de la misión, el Sea Venture, al ser un barco nuevo, estaba goteando como un colador, después de haber perdido su calafateo. Sir George Somers, quien había tomado el timón, deliberadamente la llevó a un arrecife para evitar su hundimiento. En un incidente que se acredita a menudo como la inspiración de la obra de Shakespeare The Tempest, los colonos y la tripulación se encontraban varados en la still-vexed Bermoothes (Bermuda). Además de Newport y Somers, otros personajes notables que iban a bordo del Sea Venture eran sir Thomas Gates, John Rolfe, William Strachey y Sylvester Jordain.
Este embarracamiento dio comienzo al asentamiento permanente de las Bermudas, que se había descubierto un siglo antes, pero que los marinos habían evitado siempre que podían. Situado como está, a horcajadas en la histórica ruta de regreso a Europa desde las Antillas y la costa atlántica de América del Norte, muchos marinos fallaron al navegar por sus aguas y numerosos barcos habían naufragado en los arrecifes de las Bermudas en el siglo antes de que lo hiciera el Sea Venture, lo que ayudó a que el archipiélago fuese llamado tempranamente como la «isla de los diablos» (Isle of Devils). Bermuda (también conocida oficialmente como las Somers Isles en honor a sir George Somers, almirante de la Compañía de Virginia, que también sobrevivió al naufragio del Sea Venture) es todavía un territorio británico de ultramar (el término actual de lo que antes se llamaban posesiones, dependencias o colonias) casi 400 años más tarde.
Finalmente, los supervivientes del Sea Venture (150 colonos y miembros de la tripulación y un perro) construyeron dos naves más pequeñas, el Deliverance y el Patience, a partir de partes del Sea Venture y de la abundante madera nativa de cedro de las Bermudas. Navegaron hacia Jamestown, llevando la mayor parte de los sobrevivientes (algunos se habían perdido en el mar en una misión poco meditada para alcanzar Jamestown a bordo de unos de los botes salvavidas del Sea Venture mal arreglado, otros habían muerto en las Bermudas, aunque algunos pocos nacieron allí). Dos hombres, Carter y Waters, se quedaron atrás para mantener los derechos de la reclamación inglesa de las Bermudas.
Al llegar a Jamestown 10 meses después de lo previsto, las personas a bordo del Deliverance y el Patience se enteraron de que el naufragio del Sea Venture, que llevaba la mayor parte de los suministros de la misión, en combinación con otros factores, había supuesto la muerte de más del 80% de los colonos durante el Starving Time [Tiempo Muerto de hambre] desde el otoño de 1609 hasta su llegada en mayo de 1610. Por desgracia para los colonos, la llegada de Newport esta vez no era una solución a largo plazo de la crisis en Jamestown. Newport y los supervivientes del Sea Venture tenían muy pocos suministros para compartir con los sobrevivientes de Jamestown y a ambos grupos no les quedó otra alternativa que regresar a Inglaterra. Varias semanas más tarde, se embarcaron y comenzaron a navegar río abajo y abandonaron Jamestown.
Sin embargo, cuando se acercaban a la isla Mulberry, se encontraron con una nueva misión de abastecimiento que llegaba de Inglaterra navegando aguas arriba. Liderando este grupo equipado con colonos adicionales, un médico, alimentos, suministros iba un nuevo gobernador, Thomas West, 3.er barón De La Warr, que obligó a los colonos restantes a quedarse, frustrando sus planes de abandonar la colonia.
La colonia padecía todavía una escasez crítica de alimentos. En todo caso, esto se había agravado por los nuevos estómagos hambrientos que llegaban con De La Warr. Somers volvió a las Bermudas con el Patience (que había sido construido para llevar la comida que los sobrevivientes del Sea Venture habían almacenado durante sus meses en Bermudas) con la intención de obtener más alimentos, pero allí murió de un "exceso de carne de cerdo". Su sobrino, capitán del Patience, regresó con la nave hasta Lyme Regis, en lugar de a Jamestown. Un tercer hombre, Chard, se quedó con Carter y Waters. A la Compañía de Virginia, en posesión efectiva de las Bermudas, se le dio el control oficial cuando su Tercera Carta, de 1612, amplió los límites territoriales de Virginia lo suficiente a través del Atlántico para incluir el archipiélago. El control se transmitió en 1615 a una escisión de la Compañía de Virginia, la Compañía islas de Somers (Somers Isles Company).

## Llegada final a Jamestown
Cuando Christopher Newport llegó una vez más de vuelta a Jamestown en lo que resultaría ser su última vez, después de tantos viajes, no habría tenido tampoco ninguna manera de saber que finalmente estaba llevando a tierra la clave para Jamestown y la permanencia de la colonia de Virginia. Entre los colonos con él, estaba John Rolfe, un sobreviviente del naufragio del Sea Venture cuya esposa e hijo habían perecido. Aunque su viaje hasta Jamestown con Newport también había sido largo y doloroso, en un corto período de tiempo, John Rolfe cultivaría con éxito y exportaría sus nuevas cepas, más dulces, de tabaco. Sus ideas y trabajo con el tabaco dieron como resultado el cultivo comercial que provocó el éxito económico de la colonia de Virginia .

## Viajes posteriores
Los años que siguieron (1613–1614) Newport navegó para la British East India Company hasta Asia. Murió en la colonia inglesa de Bantén en el sultanato de Bantén en la isla de Java (hoy parte de Indonesia) en 1617 en un viaje hacia las Indias Orientales.

## Legado
- Newport, Kentucky, fue nombrado en su honor.[1]

- Punta Newport News (donde la desembocadura del río James se une el puerto de Hampton Roads) y la ciudad de Newport News, Virginia, se cree ampliamente que han sido nombrados por él, aunque esto es discutido. Algunos estudiosos creen que es más probable que se llamen así por los colonos de Irlanda con el apellido de Neuce. También hay una ciudad en Flandes nombrada Nieu Poort, el sitio de una batalla contemporánea entre los neerlandeses y los españoles, que había sido ganado por los neerlandeses con la ayuda de los soldados ingleses.

- Christopher Newport University, en Newport News fue nombrado en su honor.

- El capitán Newport fue interpretado por los actores David Hemblen en Pocahontas: The Legend (1999) y Christopher Plummer en la película de Terrence Malick de El nuevo mundo (2005), pero no apareció en la película de dibujos animados de Disney Pocahontas o en su secuela Pocahontas II. En las películas de Disney, su papel se sustituye por el malvado gobernador Ratcliffe.

- En 2005–2006 el dramaturgo Steven Breese escribió Actus Fidei (Acto de fe), basado en la vida y los tiempos del capitán Christopher Newport, como parte de Jamestown 2007 Festival. Esta obra recibió su estreno mundial en la primavera de 2007 en la Christopher Newport University.

- A. Bryant Nichols Jr. publicó en 2007 una biografía sobre el capitán Newport.

- Una estatua que conmemora al capitán Newport fue presentado recientemente en la Universidad Christopher Newport. La estatua ha sido objeto de cierta controversia, ya que representa a Newport con las dos manos, aunque está documentado históricamente que Newport había perdido una de sus manos en el mar. El escultor manifestó en una entrevista: "no recordar a nuestros héroes como mutilado". [9] "not remember our heroes as mutilated."[9]

- Great Grandson X 10 Brian Michael Werner fundador de Tiger Missing Link Foundation y su Tiger Creek Wildlife Refuge, ref http://en.wikipedia.org/wiki/Brian_Werner.